# Эшелле

Эшель (также эшелле́, от фр. échelle — лестница) — дифракционная решётка, отражающая и концентрирующая излучение в спектры высоких порядков (5-500). Характеризуется высокой разрешающей способностью и высокими дисперсионными свойствами несмотря на умеренное число штрихов (10—100/мм).
Применяется в монохроматорах высокого разрешения и спектрографах, в частности, на крупных телескопах Европейской южной обсерватории: в спектрографе High Accuracy Radial velocity Planet Searcher и других.